# 羅素廣場

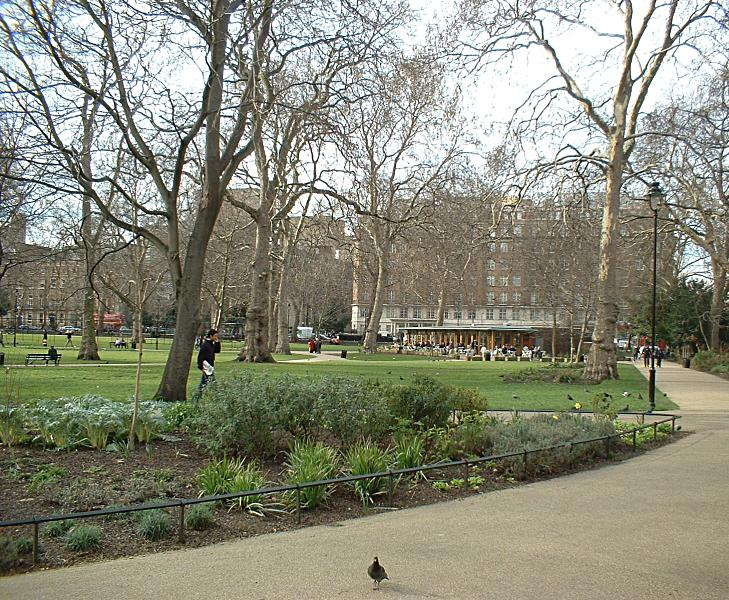
羅素廣場

羅素廣場是英国伦敦卡姆登自治市布卢姆茨伯里的一個大型花園廣場，主要由詹姆士·伯頓的公司建造，附近坐落着大英博物馆及倫敦大學的理事會大廈和圖書館。廣場幾乎完全呈正方形，北鄰沃本道，東南鄰南安普頓道，東北邊為伦敦地铁的羅素廣場站。
羅素廣場以贝德福德公爵和伯爵的姓氏命名，且廣場的永久業權亦為贝德福德公爵的保護信託所有，該信託同意廣場對公眾開放，並由卡姆登自治市議會管理。在《英格蘭具有特殊歷史意義的公園與花園名冊》中，羅素廣場被列入二級名錄。
2005年，羅素廣場附近發生兩起由恐怖分子製造的自殺式爆炸事件，爆炸位置分別在国王十字圣潘克拉斯站和羅素廣場站之间的地铁列車上，以及英國醫學會總部外的一輛巴士上（行駛於30號公路的臨時支路），事後羅素廣場成為民眾和公共機構為遇難者献花的地點之一。2016年，羅素廣場又發生了一起持刀傷人事件。

## 歷史

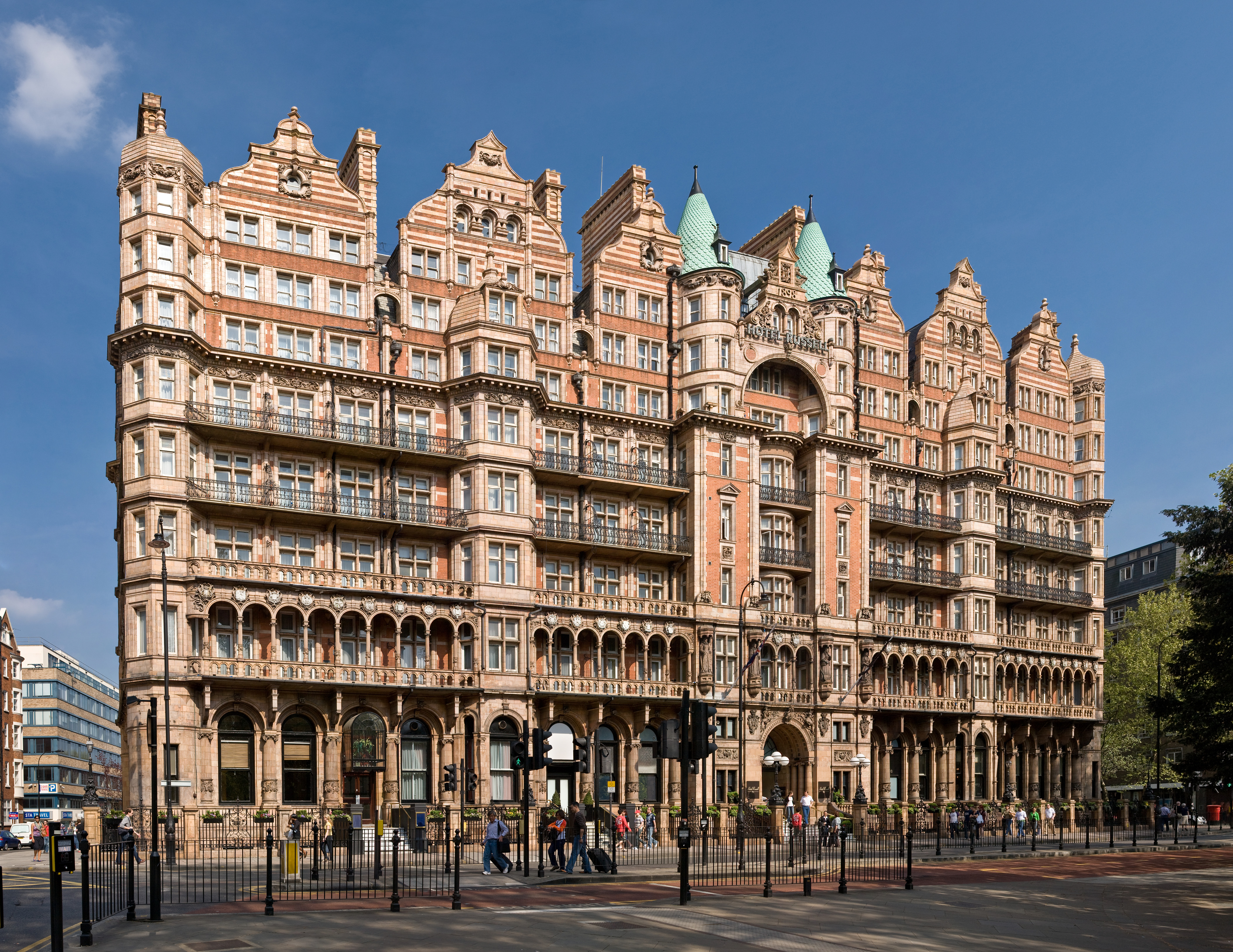
位於羅素廣場的羅素酒店

廣場是由貝德福德公爵和伯爵的族名來命名的。他們從17至18世紀起在倫敦自科芬園一帶展開家族的土地發展事業。羅素廣場就是在公爵在自己宅邸花園的地方開辟新道路而建成的。附近以貝德福公爵命名的地方還有貝德福德廣場、貝德福德大道、貝德福德街等。這個地段的街燈上都有貝德福家族的紋章。
廣場週邊的大型花園洋房是上流社會家族的聚居地。幾座原來的房子被保留了下來，特別在廣場南邊和西邊。廣場西邊的房子現由倫敦大學使用，西北角的外牆上有一塊藍色的紀念匾，紀念英國詩人托马斯·斯特尔那斯·艾略特（T.S. Eliot）在Faber and Faber出版社擔任詩歌編輯的日子。現在建築物是倫敦大學亞非學院的所在地，畫家托马斯·劳伦斯（Thomas Lawrence）曾在第67號設有工作室。廣場東面是建于1898年的羅素酒店。酒店的發展商和鐵達尼號的建造商有聯繫，該船的豪華壯麗還可以在酒店的宴會廳裡感受得到，但60年代開業的總統酒店已經結業了。自2004年，廣場南邊的兩座大樓成了美国休伦大学伦敦分校的校址。
1998年，倫敦數學學會因應人手增長而把會址從皮卡迪里遷至羅素廣場57-58號的De Morgan House。
2002年，廣場按19世紀早期的佈局重新鋪設成花園，廣場的茶座也被重建。新設計的廣場中心是一個噴泉，泉水會從地面直接噴出，在夏天極受兒童歡迎。廣場現由卡姆登自治市管理，但業權仍屬於貝德福物業公司（Bedford Estate）。現在花園晚上會鎖上，這是因為管理當局發現很多同性戀者天黑後在園中進行「不軌行為」（other undesirables，濫交的委婉語）。

## 高等教育機構

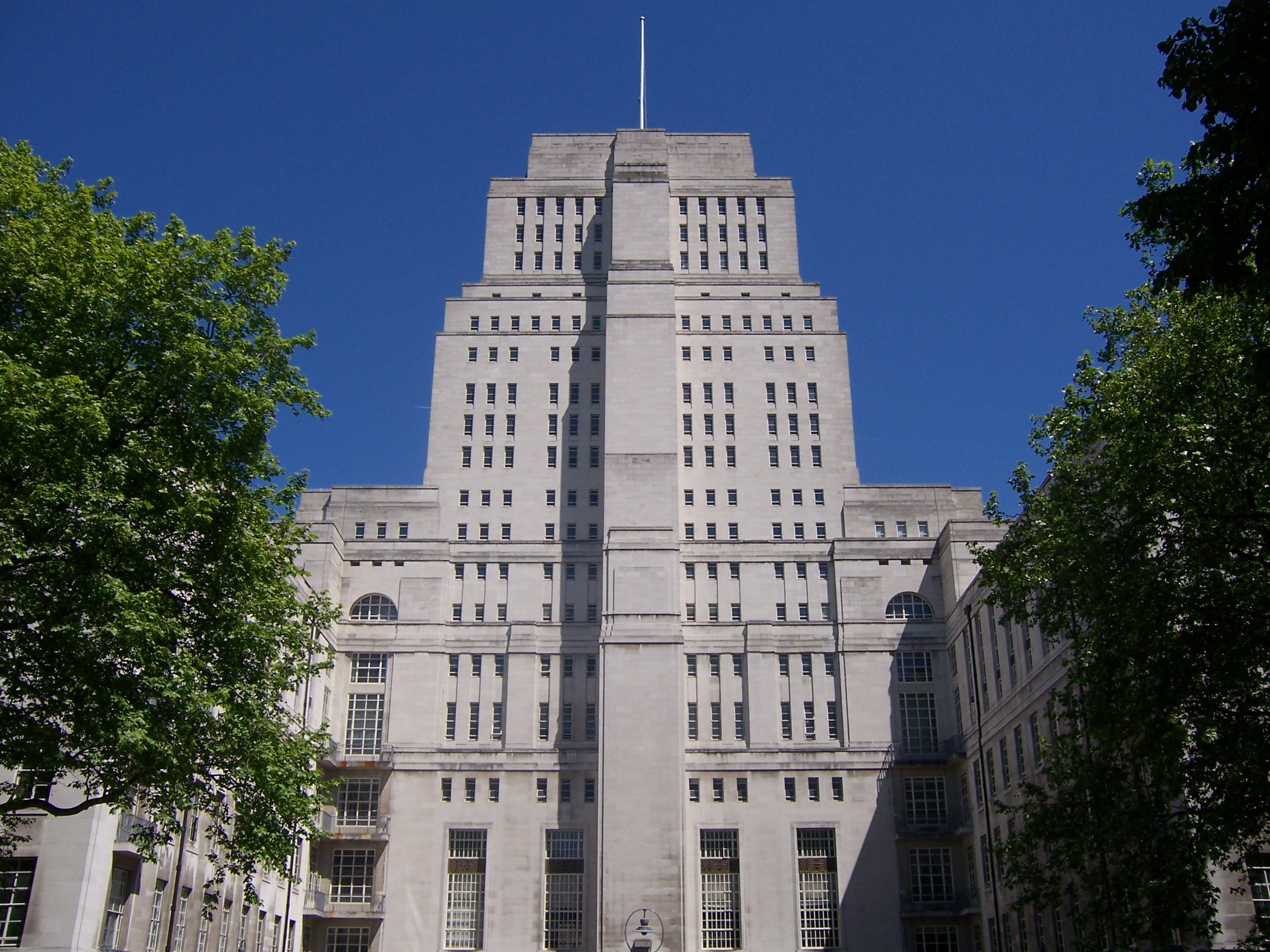
倫敦大學理事會大廈，是倫敦大學的中央管理机构和图书馆的所在地

羅素廣場是倫敦高等教育機構的集中地之一，倫敦最大的教育機構倫敦大學的總部大樓就在這裡，裡面有大學的管理中心和圖書館。廣場也是大學的多間學院的所在地，例如：
- 倫敦大學亞非學院（School of Oriental and African Studies）
- 高級研究學院（School of Advanced Study）
- 倫敦大學學院教育研究院

廣場附近也有多座由倫敦大學管理的學生宿舍，包括國際宿舍（International Hall）、聯邦宿舍（Commonwealth Hall）等等。
美国休伦大学伦敦分校（Huron University USA in London）的校園也在羅素廣場。

## 的士司機休憩站
的士司機休憩站基金（The Cabmen's Shelter Fund）於1875年在倫敦成立，為當時的馬車車夫和後來的的士司機提供休憩設施。
羅素廣場的休憩站是現時13座保留下來的休憩站之一，是英國的二級表列保育建築（Grade II listed buildings）。

## 2005年7月7日爆炸事件
自從2005年倫敦發生爆炸事件以來，廣場就成為了旅遊熱點。當日一枚炸彈在倫敦地鐵羅素廣場站和國王十字站之間的列車上爆炸，發生巴士爆炸的塔維斯托克廣場也在羅素廣場不遠。現在廣場的茶座南邊有一座紀念碑，紀念事件中的遇難者。